# 3rd Rock from the Sun
3rd Rock from the Sun is een Amerikaanse komedieserie die op de Amerikaanse tv werd uitgezonden van 1996 tot 2001.
In Vlaanderen is de reeks (voorlopig) niet meer te bekijken. In Nederland zonden Comedy Central, Veronica en Net5 de serie uit.
De serie heeft een reeks Emmy's gewonnen, waaronder vijf Emmy's in 1997. Dat jaar won de serie ook twee Golden Globe-prijzen, voor beste televisieserie in het comedy- of musicalgenre en voor beste mannelijke acteur in een televisieserie (John Lithgow).

## Verhaal

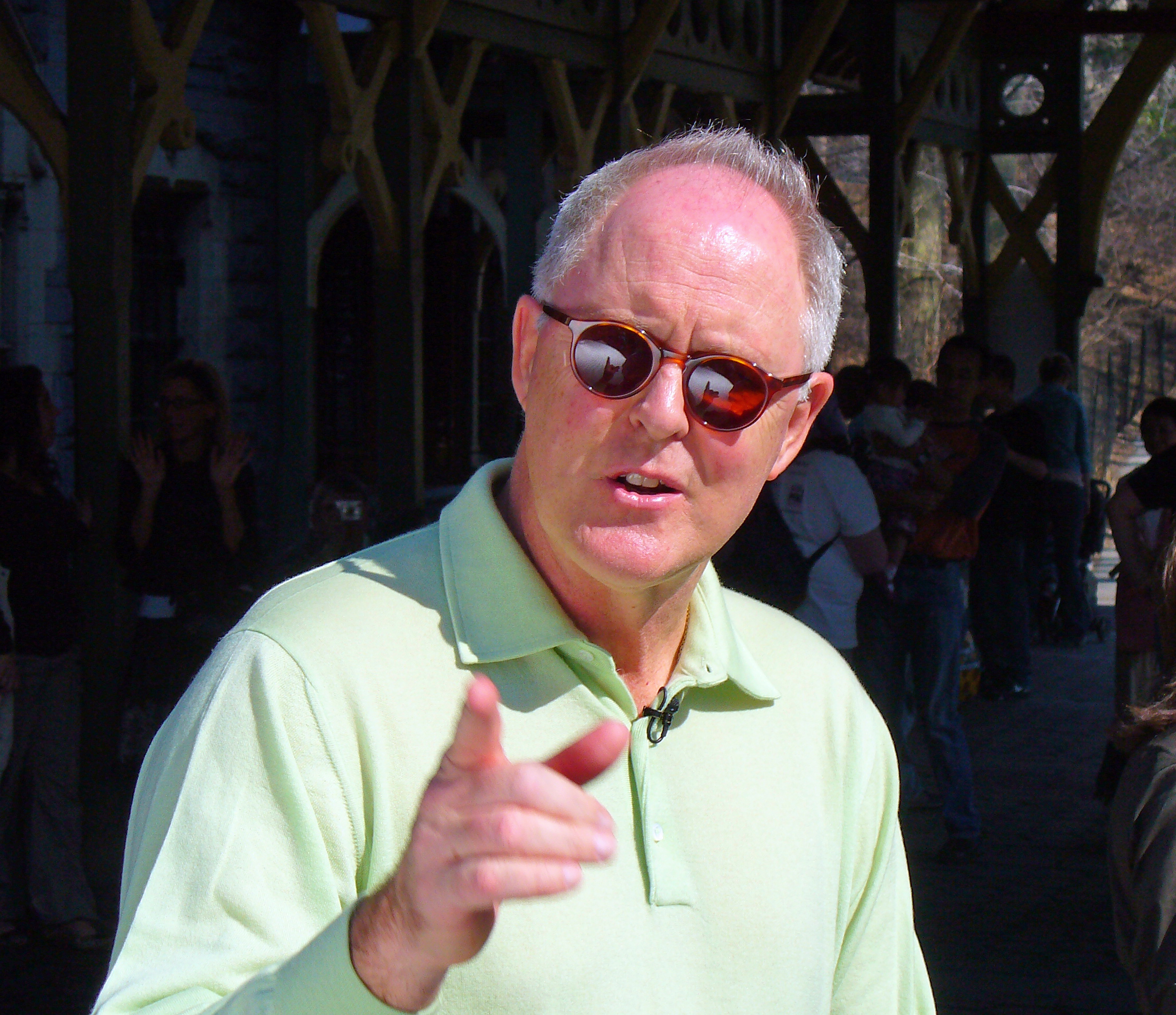
John Lithgow (Dick Solomon)

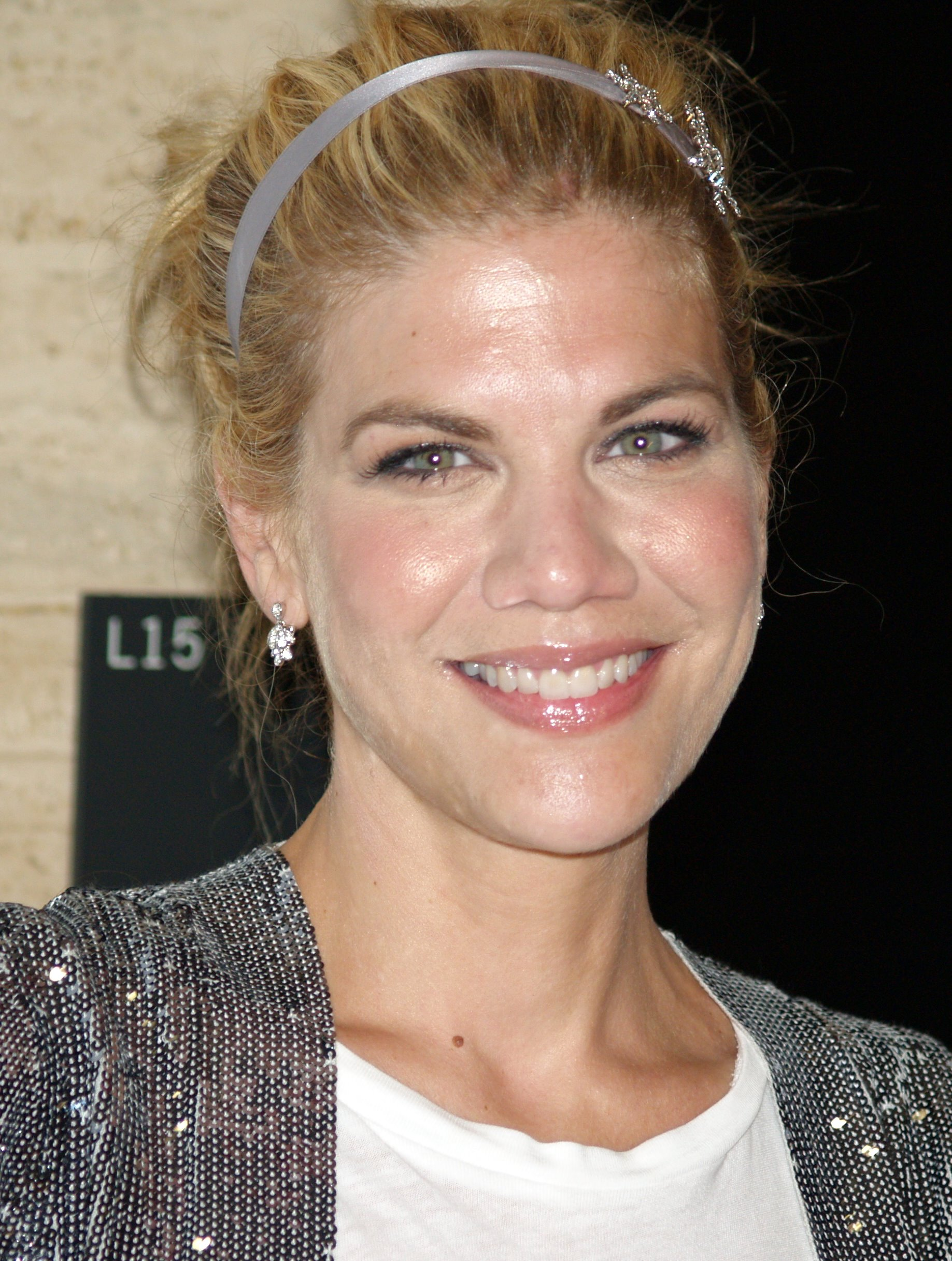
Kristen Johnston (Sally Solomon)

De serie vertelt het verhaal van vier buitenaardse wezens die op aarde landen om het volk dat er woont te bestuderen, en daarvoor moeten integreren in de maatschappij (met vaak hilarische gevolgen).
De ploeg bestaat uit commandant Dick Solomon (John Lithgow), informatie-officier Tommy Solomon (Joseph Gordon-Levitt), veiligheidsofficier Sally Solomon (Kristen Johnston) en communicatie-officier Harry Solomon (French Stewart). De achternaam Solomon stond op de eerste truck die voorbij reed toen ze op Aarde aankwamen.
Om zichzelf niet te veel in de schijnwerpers te zetten en hun onderzoek zo grondig mogelijk te doen, gaan ze gewone "aardse" taken vervullen: Dick geeft les op de Universiteit van Pendelton als professor in de natuurkunde, Sally wordt huisvrouw, Tommy gaat naar de middelbare school en Harry ... hangt de hele dag voor de televisie. Harry is het aanhangsel van de groep; de enige reden waarom hij mee mocht op deze missie is een ingebouwde chip, die de anderen toelaat te communiceren met hun leider, The Big Giant Head (die soms ook op inspectie komt (een gastrol van William Shatner)).
Tijdens hun verblijf leren ze ook een aantal mensen kennen. Zo is er op de eerste plaats Dr. Mary Albright (Jane Curtin), een collega van Dick met wie hij een kantoor deelt op de universiteit. Dick vindt Dr. Mary het einde en probeert haar op alle mogelijke manieren voor zich te winnen, waar hij ook in slaagt. De neurotische, onzekere Mary is gefascineerd door Dicks excentrieke naïviteit en voor de rest van de serie hebben ze een knipperlichtrelatie. Daarnaast werkt ook Nina (Simbi Khali) op hun kantoor. Zij is de secretaresse van Dick en Mary en krijgt het zwaar te verduren dankzij Dicks onmogelijke karakter.
Sally krijgt na verloop van tijd ook een vriend, politieagent Don Orville (Wayne Knight). Ze lijken totaal niet bij elkaar te passen (zij een grote lange blondine, hij een kleine dikke man) maar toch is er chemie tussen hen twee, mede veroorzaakt door Dons beroep en uniform.
Andere personages zijn Mevrouw Dubcek (de huisbaas die onder hen woont), haar dochter Vicki (met wie Harry een relatie begint) en Professor Strudwick, Dicks "Vijand nummer 1", wiens dochter later een relatie begint met Tommy (wat tot een soort "Romeo en Julia"-situatie leidt).

## Humor
Veel grappen hebben te maken met de onwetendheid van de hoofdrolspelers over gewone aardse gebruiken. Terugkerende thema's zijn:
- De eerste keer dat ze een emotie (zoals afwijzing, jaloersheid, het stopzetten van een relatie, ...) ervaren. Dit is een vaak voorkomende bron van humor (bijvoorbeeld als Sally voor de eerste keer huilt, denkt ze dat ze 'lekt').
- De dubbele connotatie van het woord 'alien' (kan zowel 'buitenaards' als 'niet van hier' betekenen).
- Het letterlijk nemen van alles wat ze zien en/of horen.
- Hun onvermogen om sarcasme te begrijpen.
- Het mengen van fictie met realiteit (en omgekeerd).
- Hun reactie op andere mensen die over buitenaards leven praten (of bij het zien van bijvoorbeeld Star Trek-films)
- Alledaagse gebeurtenissen die voor hen heel vreemd zijn (bijvoorbeeld Sally die denkt dat ze geld wint als ze een parkeerboete krijgt of Dick die wordt opgeroepen om in de jury van een rechtszaak te zitten)
- En hun constante angst voor gelatine-pudding. In een aflevering gaat Sally deze met een mes te lijf om vervolgens trots te melden dat ze het wezen vermoord heeft en dat ze nu veilig zijn.

## Cast
| Acteur               | Personage         | Opmerkingen                                                                                 |
| -------------------- | ----------------- | ------------------------------------------------------------------------------------------- |
| John Lithgow         | Dick Solomon      | Leider van de groep                                                                         |
| Kristen Johnston     | Sally Solomon     | Veiligheidsofficier van de groep, voor de buitenwereld Dicks zus.                           |
| Joseph Gordon-Levitt | Tommy Solomon     | Informatieofficier, voor de buitenwereld Dicks zoon. Is (ironisch) het oudste teamlid.      |
| French Stewart       | Harry Solomon     | Voor buitenwereld Dicks broer, heeft ingebouwde chip om te communiceren met hun thuisbasis. |
| Jane Curtin          | Dr. Mary Albright | Dicks collega op de universiteit, met wie hij een relatie begint.                           |
| Simbi Khali          | Nina Campbell     | secretaresse van Dick en Mary.                                                              |
| Elmarie Wendel       | Mrs. Dubcek       | Hun buurvrouw en huisbaas.                                                                  |
| Jan Hooks            | Vicky Dubcek      | Dochter van Mrs. Dubcek, heeft een poos een knipperlichtrelatie met Harry.                  |
| Wayne Knight         | Don Orville       | Kleine en gezette politieagent, op wie Sally verliefd wordt.                                |
| Ileen Getz           | Judith Draper     | Collega van Dick en Mary.                                                                   |
| Ron West             | Vincent Strudwick | Collega van Dick en Mary. Dick kan Vincent niet uitstaan.                                   |
| Larisa Oleynik       | Alissa Strudwick  | Dochter van Vincent, vriendin van Tommy.                                                    |

## Dvd
Alle 6 seizoenen zijn beschikbaar op dvd.
| 1 | 6 juli 2005      | 17 mei 2004      | 9 november 2005 |
| 2 | 25 oktober 2005  | 21 juni 2004     | 9 november 2005 |
| 3 | 21 februari 2006 | 30 augustus 2004 | 8 februari 2006 |
| 4 | 2 mei 2006       | 25 oktober 2004  | 6 juli 2006     |
| 5 | 15 augustus 2006 | 24 januari 2005  | 7 februari 2007 |
| 6 | 14 november 2006 | 24 januari 2005  | 7 februari 2007 |